# Dyspyralis immuna
Dyspyralis immuna är en fjärilsart som beskrevs av Smith 1908. Dyspyralis immuna ingår i släktet Dyspyralis och familjen nattflyn. Inga underarter finns listade i Catalogue of Life.